# 博扬·哈达克
博扬·哈达克（英語：Bojan Hodak，1971年5月4日—），克罗地亚足球教练、前足球員，現為马来西亚足球超级联赛俱乐部吉隆坡市的主教练。

## 执教荣誉
Stanley Samuel
- 马来西亚首要足球联赛亚军：2007年

金邊皇冠
- 柬埔寨足球联赛冠军：2011年

吉兰丹
- 马来西亚超级足球联赛冠军：2012年
- 马来西亚足总杯冠军：2012年、2013年
- 马来西亚杯冠军：2012年
- 马来西亚杯亚军：2013年

柔佛DT
- 马来西亚超级足球联赛冠军：2014年
- 马来西亚慈善盾冠军：2015年
- 马来西亚杯亚军：2014年

马来西亚U19
- 东南亚U18足球锦标赛亚军：2017年
- 東南亞足協U-19青年錦標賽冠军：2018年

吉隆坡市
- 马来西亚杯冠军：2021年